# Diócesis de Vannes
La diócesis de Vannes (en latín: Dioecesis Venetensis y en francés: Diocèse de Vannes) es una circunscripción eclesiástica de la Iglesia católica en Francia. Se trata de una diócesis latina, sufragánea de la arquidiócesis de Rennes. Desde el 28 de junio de 2005 su obispo es Raymond Michel René Centène.

## Territorio y organización

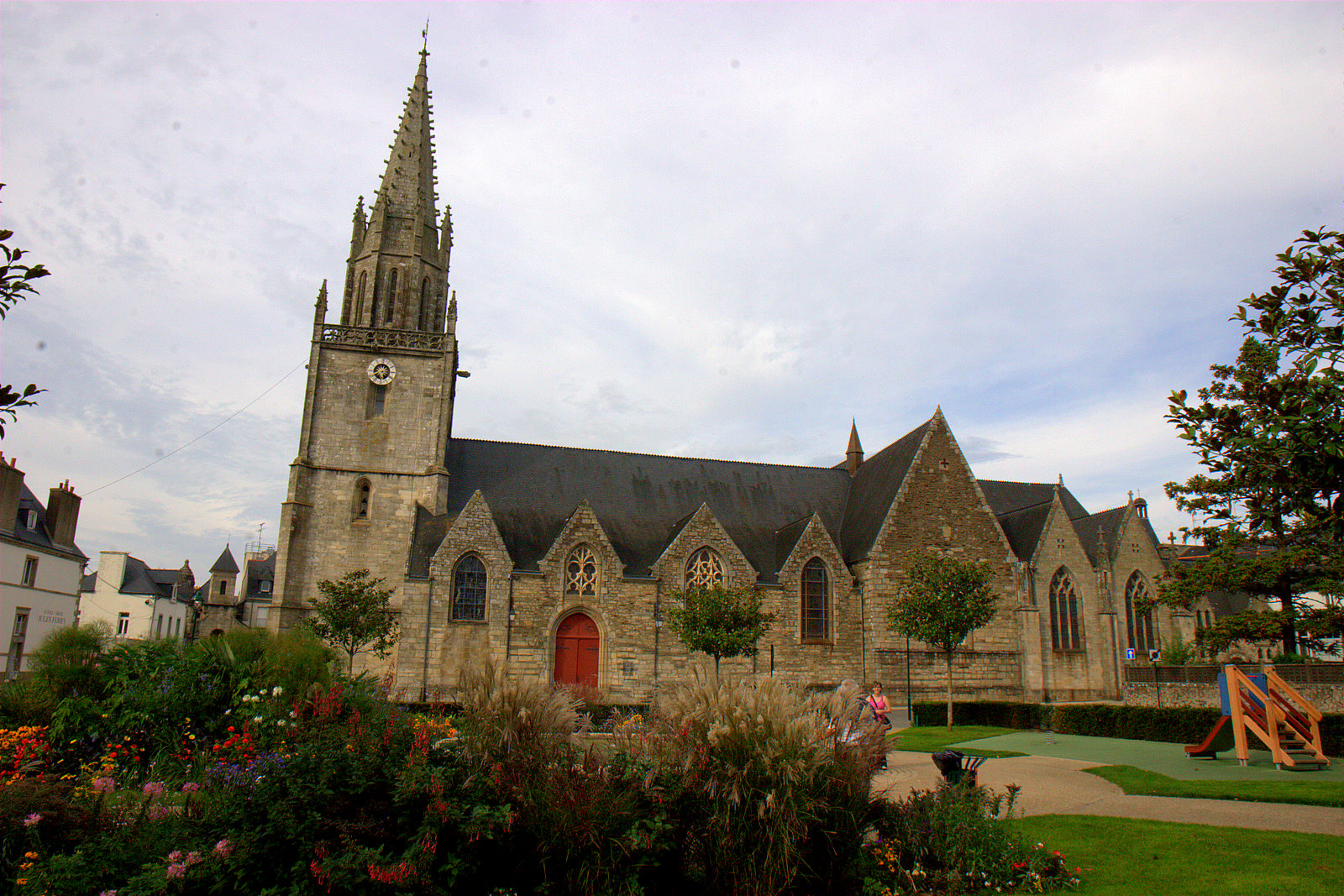
Basílica de Nuestra Señora de la Alegría, en Pontivy

La diócesis tiene 6822 km² y extiende su jurisdicción sobre los fieles católicos de rito latino residentes en el departamento de Morbihan en la región de Bretaña.  

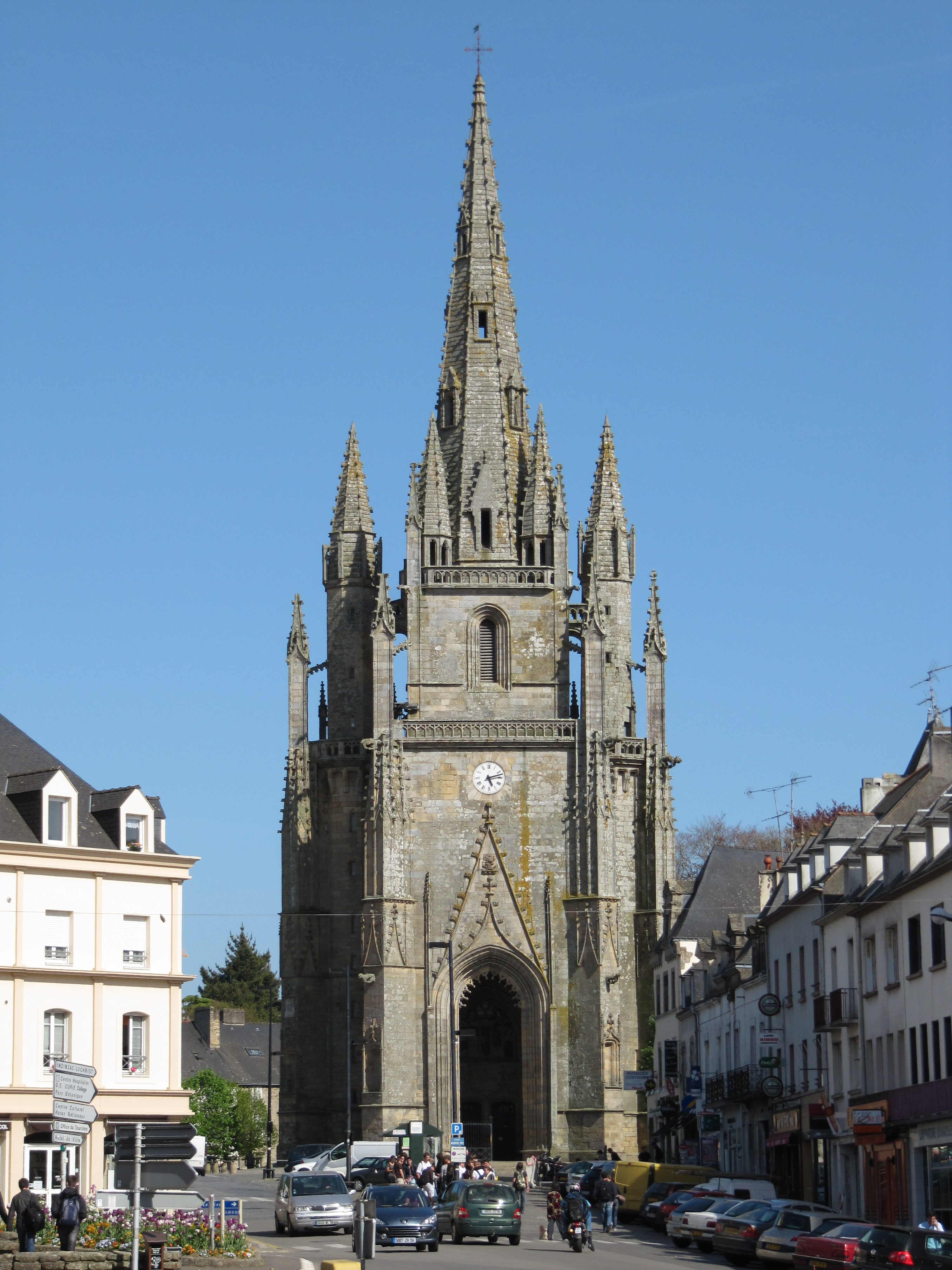
Basílica de Nuestra Señora del Paraíso, en Hennebont

La sede de la diócesis se encuentra en la ciudad de Vannes, en donde se halla la Catedral basílica de San Pedro. En el territorio de la diócesis existen además otras 4 basílicas menores: Nuestra Señora de la Alegría, en Pontivy; Nuestra Señora del Paraíso, en Hennebont; Nuestra Señora de la Zarza, en Josselin; y Santa Ana, en Sainte-Anne-d'Auray.

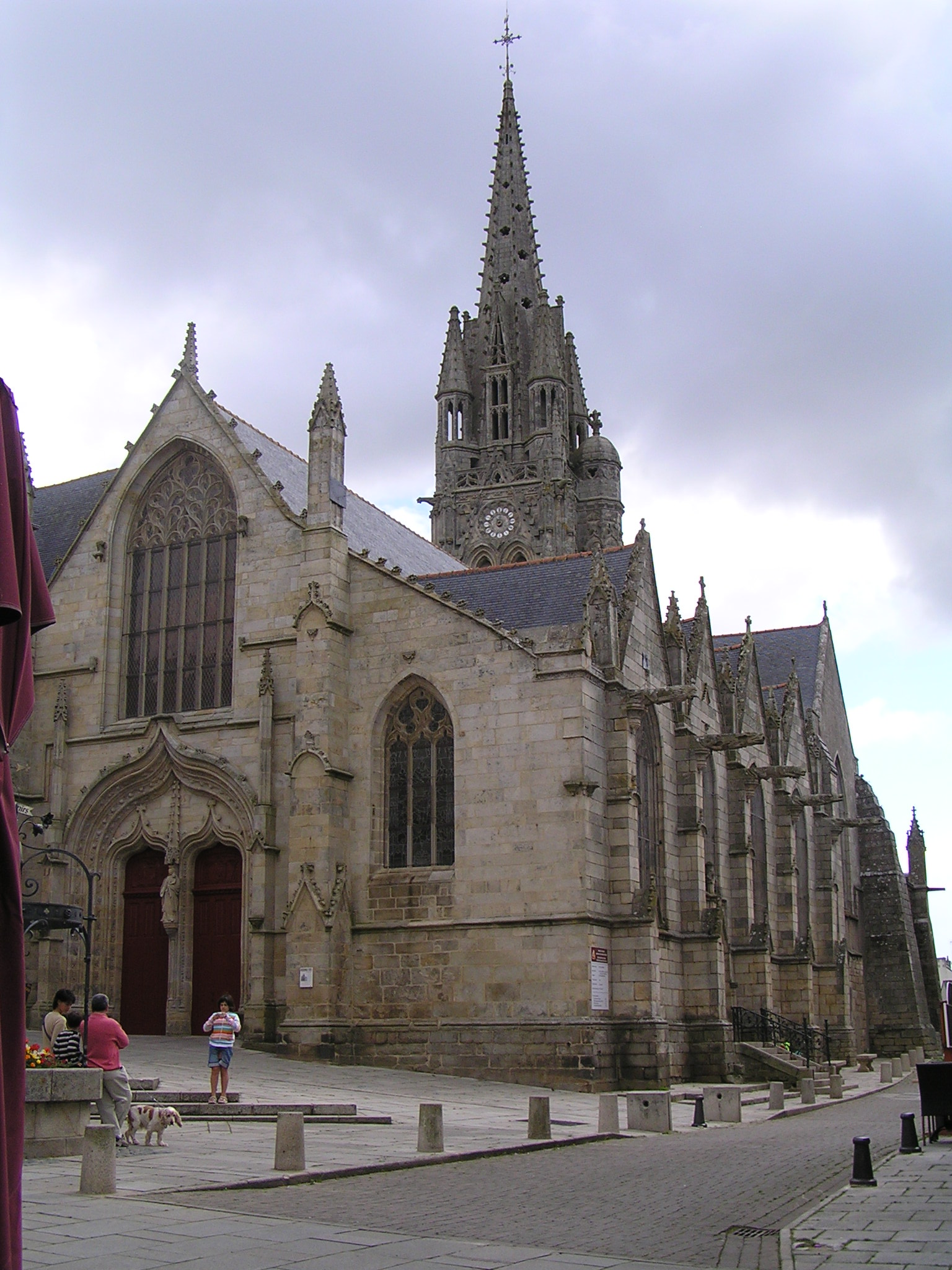
Basílica de Nuestra Señora de la Zarza, en Josselin

En 2022 en la diócesis existían 197 parroquias agrupadas en 13 decanatos.

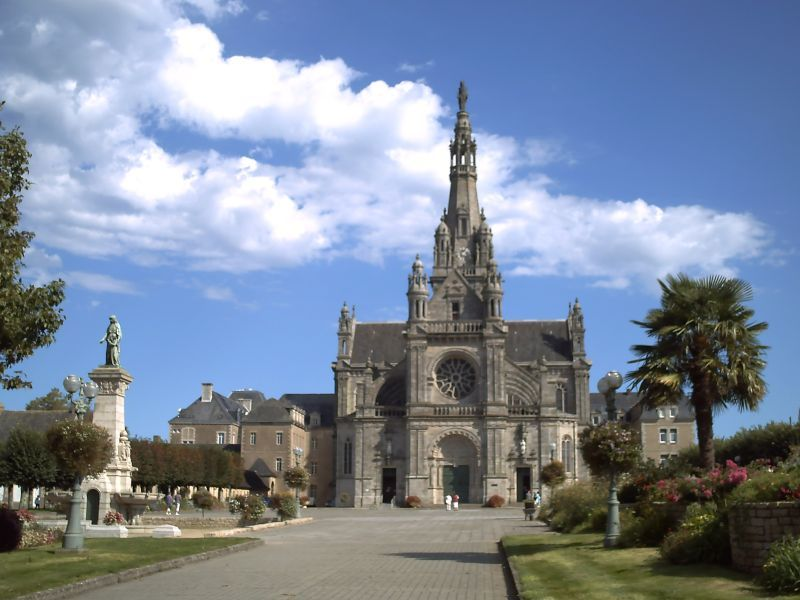
Basílica de Santa Ana, en Sainte-Anne-d'Auray

## Historia
Darioritum, nombre galorromano de la actual Vannes, fue la capital del pueblo celta de los vénetos y una de las civitates de la Galia Lugdunense III como atestigua la Notitia Galliarum de principios del siglo V. La diócesis está documentada con certeza en la segunda mitad del siglo V: hacia el año 465 se celebró en Vannes un concilio de obispos de la provincia eclesiástica de Tours, donde estaba presente Paterno, considerado por la tradición el primer obispo de Vannes.
Según Louis Duchesne, un obispo de Vannes estuvo también presente en otro concilio, celebrado en Angers en 453, pero su identificación es incierta, ya que no se indican las sedes de los miembros; según el historiador bretón fue obispo de Vannes uno de los siguientes: Sarmazio, Cariato, Rumorido o Vivenzio.
El cartulario de la abadía de Redon informa por primera vez de una lista de alrededor de 50 plebs o parroquias dependientes del obispado en el siglo IX. Las incursiones normandas de principios del siglo X devastaron el territorio y destruyeron muchas instituciones religiosas, incluidos muchos monasterios existentes, de los que hoy queda un recordatorio en el nombre de muchos lugares bretones (Moustoir).
La antigua catedral fue destruida durante la invasión normanda en el año 919. Fue reconstruida en estilo románico hacia 1020 por el obispo Judicaël con la ayuda de su hermano el duque de Bretaña Godofredo I. Este edificio fue reconstruido en estilo gótico entre 1454 y 1520. En la catedral reposan los restos de san Vicente Ferrer, fallecido en Vannes en 1419.
Fue después del breve período normando cuando se reconstituyó el cabildo catedralicio; se menciona por primera vez en el cartulario de Redon en 1021, donde entre otras cosas también se indican las diversas dignidades que lo constituían.
En 1287 el duque Juan II dejó el château de la Motte al obispo Henri Tore, que se convertiría en sede episcopal hasta la Revolución francesa.
A raíz del Concordato de Redon de 1441, el cabildo catedralicio perdió la prerrogativa de elegir los obispos de Vannes en beneficio de los duques de Bretaña y de la Santa Sede, que se reservaba el derecho de investidura de los elegidos.
En el período postridentino, dos obispos se destacaron en particular por algunos intentos de reformar la diócesis, Sébastien de Rosmadec y su sobrino Charles de Rosmadec, quienes establecieron visitas pastorales y misiones parroquiales, convocaron nuevas órdenes y congregaciones religiosas en la diócesis, establecieron la obligación de retiros espirituales para el clero y los fieles. El seminario diocesano fue fundado en 1680 durante el episcopado de Pierre-Louis Cazet de Vautorte gracias al trabajo del vicario general Eude de Kerlivio.
Antes de la Revolución, la diócesis incluía aproximadamente 160 parroquias agrupadas en 9 decanatos.
Tras el concordato mediante la bula Qui Christi Domini del papa Pío VII del 29 de noviembre de 1801, la diócesis se amplió, incorporando partes de las diócesis de Saint-Malo, que fue suprimida, de Nantes y de Quimper. En la misma ocasión cedió algunas parroquias a las diócesis de Rennes (hoy arquidiócesis) y Saint-Brieuc.
El 3 de enero de 1859 pasó a formar parte de la provincia eclesiástica de la arquidiócesis de Rennes.
El 24 de septiembre de 1964, con la carta apostólica Armoricae regionis, el papa Pablo VI proclamó a san Paterno, protoobispo y confesor, patrono principal de la diócesis.
El 20 de septiembre de 1996 el papa Juan Pablo II visitó la diócesis con motivo de una peregrinación al santuario de Sainte-Anne-d'Auray.

## Estadísticas
Según el Anuario Pontificio 2023 la diócesis tenía a fines de 2022 un total de 548 456 fieles bautizados.
| Año                                                                             | Población            | Población | Población      | Sacerdotes | Sacerdotes    | Sacerdotes    | Bautizados por sacerdote | Diáconos permanentes | Religiosos | Religiosos | Parroquias |
| Año                                                                             | Bautizados católicos | Total     | % de católicos | Total      | Clero secular | Clero regular | Bautizados por sacerdote | Diáconos permanentes | Varones    | Mujeres    | Parroquias |
| ------------------------------------------------------------------------------- | -------------------- | --------- | -------------- | ---------- | ------------- | ------------- | ------------------------ | -------------------- | ---------- | ---------- | ---------- |
| 1950                                                                            | 505 000              | 506 884   | 99.6           | 1086       | 941           | 145           | 465                      |                      | 490        | 3095       | 295        |
| 1970                                                                            | 535 070              | 540 474   | 99.0           | 907        | 806           | 101           | 589                      |                      | 463        | 3043       | 299        |
| 1980                                                                            | 581 000              | 593 000   | 98.0           | 770        | 662           | 108           | 754                      |                      | 438        | 2540       | 300        |
| 1990                                                                            | 617 000              | 636 000   | 97.0           | 665        | 552           | 113           | 927                      | 9                    | 424        | 1987       | 300        |
| 1999                                                                            | 548 000              | 631 000   | 86.8           | 508        | 416           | 92            | 1078                     | 33                   | 360        | 1575       | 300        |
| 2000                                                                            | 546 380              | 642 800   | 85.0           | 507        | 401           | 106           | 1077                     | 36                   | 348        | 1537       | 300        |
| 2001                                                                            | 546 380              | 642 800   | 85.0           | 485        | 384           | 101           | 1126                     | 39                   | 358        | 1651       | 300        |
| 2002                                                                            | 546 380              | 645 000   | 84.7           | 461        | 381           | 80            | 1185                     | 40                   | 317        | 1554       | 298        |
| 2003                                                                            | 600 000              | 606 600   | 98.9           | 461        | 367           | 94            | 1301                     | 43                   | 356        | 1513       | 298        |
| 2004                                                                            | 600 000              | 606 600   | 98.9           | 444        | 358           | 86            | 1351                     | 45                   | 333        | 1494       | 300        |
| 2010                                                                            | 630 000              | 700 000   | 90.0           | 411        | 302           | 109           | 1532                     | 51                   | 311        | 1275       | 299        |
| 2014                                                                            | 583 000              | 727 000   | 80.2           | 355        | 261           | 94            | 1642                     | 65                   | 272        | 1072       | 299        |
| 2017                                                                            | 510 000              | 747 000   | 68.3           | 329        | 245           | 84            | 1550                     | 60                   | 251        | 923        | 299        |
| 2020                                                                            | 510 300              | 747 548   | 68.3           | 299        | 232           | 67            | 1706                     | 61                   | 209        | 822        | 280        |
| 2022                                                                            | 548 456              | 751 309   | 73.0           | 291        | 226           | 65            | 1884                     | 61                   | 195        | 783        | 197        |
| Fuente: Catholic-Hierarchy, que a su vez toma los datos del Anuario Pontificio. |                      |           |                |            |               |               |                          |                      |            |            |            |

## Episcopologio
En el cartulario de la abadía de Sainte-Croix de Quimperlé (Finisterre), del siglo XII, se recoge un catálogo de los obispos de Vannes, que incluye una serie de nombres desde san Paterno hasta Cadioc († 1254).Hasta Blenliveto, el vigésimo sexto de la lista, el catálogo es completamente poco fiable, ya que faltan obispos históricamente documentados, mientras que se incluyen muchos nombres de personas que fueron santos venerados en el país o que no lo son de ninguna manera documentados como obispos. Incluso las pocas indicaciones cronológicas presentes en el catálogo son absolutamente anacrónicas.
- San Paterno † (mencionado en 465 circa)[nota 2]
- San Modesto † (mencionado en 511)
- Macliavo † (mitad del siglo VI)
- Eunio † (antes de 578-579 depuesto)
- Regale † (mencionado en 590)[nota 3]
- Ago † (segunda mitad del siglo VIII)[nota 4]
- Isacco † (antes de 797-después de 814)
- Wineloco † (antes de 820-después del 3 de febrero de 821)
- Ragenario † (antes del 1 de abril de 821-después del 24 de enero de 838)
- Susanno † (antes del 16 de abril de 838-848[nota 5] depuesto)
- Corangeno † (antes de mayo de 850-después de agosto de 868)
- Dilis † (mencionado en 870)[nota 6]
- Cenmonoco † (antes de mayo de 878-después de agosto de 888)
- Bilio † (antes de mayo de 892-después de octubre de 913)
- Blenliveto † (mencionado en 950 circa)
- Alveo †
- Auriscando † (antes de 971-después de 990)[nota 7]
- Judicaël † (antes de junio de 992-después de 1032)
- Budic † (mencionado en 1037)
- Mainguy † (antes de 1066-después de 1082)
- Morven † (antes de 1089-después de 1117)[nota 8]
- Jacques † (mencionado en 1129)
- Even † (antes de 1137-1143 falleció)
- Rouaud (Rotaldus), O.Cist. † (1143-26 de junio de 1177 falleció)
- Geoffroy †
- Guéhénoc † (1182-después de 1218)[nota 9]
- Robert I † (antes de 1220-1232 renunció)
- Guillaume † (1232-después de 1233)
- Cadioc † (antes de 1235-15 de mayo de 1254 falleció)
  - Guillaume de Quélen † (junio de 1254-26 de agosto de 1254 falleció) (obispo electo)[nota 10]
- Alain I † (1255-18 de febrero de 1262 falleció)
- Gui de Conleu † (antes de 1265-21 de octubre de 1270 falleció)
- Pierre I † (mencionado en 1276)
- Hervé Bloc † (12 de diciembre de 1279-22 de marzo de 1287 falleció)
- Henri Tore † (junio de 1287-después de 1310)
- Jean Le Parísy † (antes de 1312-20 de enero de 1339 falleció)
- Geoffroy de Saint-Guen † (10 de marzo de 1339-después de 1340 falleció)
- Gauthier de Saint-Père † (10 de enero de 1347-circa 1359 falleció)
- Geoffroy de Rohan † (22 de abril de 1360-circa 1377 falleció)
- Jean de Montrelais † (5 de noviembre de 1378-20 de octubre de 1382 nombrado obispo de Nantes)
- Simon de Langres, O.P. † (20 de octubre de 1382-1383 renunció)
- Henri Le Barbu, O.Cist. † (3 de agosto de 1383-2 de mayo de 1404 nombrado obispo de Nantes)
- Hugues Lestoquer, O.P. † (25 de agosto de 1404-10 de octubre de 1408 falleció)
- Amaury de la Motte d'Acigné † (25 de febrero de 1410-24 de octubre de 1432 nombrado obispo de Saint-Malo)
- Jean Validire † (29 de octubre de 1432-después de 1444 falleció)
- Yves de Pontsal † (20 de agosto de 1451-7 de enero de 1475 falleció)
- Pierre de Foix el Joven † (11 de marzo de 1476-18 de agosto de 1490 falleció)
  - Lorenzo Cybo de Mari † (29 de agosto de 1490-21 de diciembre de 1503 falleció) (administrador apostólico)
  - Amanieu d'Albret † (8 de enero de 1504-14 de octubre de 1504 renunció) (administrador apostólico)
- Jacques de Beaune de Semblançay † (14 de octubre de 1504-8 de enero de 1511 falleció)
  - Robert Guibé † (17 de marzo de 1511-9 de noviembre de 1513 falleció) (administrador apostólico)
  - Lorenzo Pucci I † (21 de noviembre de 1513-11 de diciembre de 1514 renunció) (administrador apostólico)
- André Hamon † (11 de diciembre de 1514-después del 12 de abril de 1527)
- Antonio Pucci † (8 de julio de 1529-10 de junio de 1541 renunció)
  - Lorenzo Pucci II † (10 de junio de 1541-1547 falleció) (obispo electo)
- ChArlés de Marillac † (20 de octubre de 1550-24 de marzo de 1557 nombrado arzobispo de Vienne)
- Sébastien de L'Aubespine † (21 de junio de 1557-23 de marzo de 1558 nombrado obispo de Limoges)
- Philippe du Bec † (17 de abril de 1559-15 de octubre de 1566 nombrado obispo de Nantes)
- Jean Le Feuvre † (15 de mayo de 1566-1570 falleció)
- Pierre de Saint-Martin † (17 de marzo de 1572-1574 renunció)
- Jean de La Haye, O.S.B. † (22 de marzo de 1574-agosto de 1574 falleció)
- Louis de La Haye † (3 de agosto de 1575-26 de enero de 1588 falleció)
  - Sede vacante (1588-1592)
- Georges d'Aradon † (10 de marzo de 1592-31 de mayo de 1596 falleció)
  - Sede vacante (1596-1599)
- Jacques Martin † (8 de noviembre de 1599-1622 renunció)
- Sébastien de Rosmadec † (14 de noviembre de 1622-29 de julio de 1646 renunció)
- ChArlés de Rosmadec † (1 de julio de 1647-antes del 22 de junio de 1671 renunció[nota 11])
- Pierre-Louis Cazet de Vautorte † (22 de junio de 1671-13 de diciembre de 1687 falleció)
  - Sede vacante (1687-1692)
- François d'Argouges † (4 de febrero de 1692[nota 12]-15 de marzo de 1716 falleció)
  - Louis de La Vergen de Tressan † (marzo de 1716-8 de junio de 1718 nombrado obispo de Nantes) (obispo electo)
- Jean-François-Paul Le Fèvre de Caumartin † (8 de junio de 1718-4 de marzo de 1720 nombrado obispo de Blois)
- Antoine Fagon † (20 de marzo de 1720-16 de febrero de 1742 falleció)
- Jean-Joseph Chapelle de Saint-Jean de Jumilhac † (9 de julio de 1742-10 de junio de 1746 renunció[nota 13])
- ChArlés-Jean de Bertin † (22 de agosto de 1746-23 de septiembre de 1774 falleció)
- Sébastien-Michel Amelot † (3 de abril de 1775-29 de noviembre de 1801 depuesto)[nota 14]
- Antoine-Xavier Maynaud de Pancemont † (10 de abril de 1802-14 de marzo de 1807 falleció)
- Pierre-Ferdinand de Bausset-Roquefort † (16 de marzo de 1808-1 de octubre de 1817 nombrado arzobispo de Aix)
- Henri-Marie-Clauce de Bruc-Montplaisir † (23 de agosto de 1819-8 de junio de 1826 falleció)
- Simon Garnier † (2 de octubre de 1826-8 de mayo de 1827 falleció)
- ChArlés-Jean de la Motte de Broons et de Vauvert † (17 de septiembre de 1827-5 de mayo de 1860 falleció)
- Louis-Anne Dubreil † (22 de julio de 1861-21 de diciembre de 1863 nombrado arzobispo de Aviñón)
- Jean-Baptiste ChArlés Gazailhan † (21 de diciembre de 1863-6 de noviembre de 1865 renunció)
- Jean-Marie Bécel † (22 de junio de 1866-6 de noviembre de 1897 falleció)
- Amédée-Jean-Baptiste Latieule † (24 de marzo de 1898-21 de octubre de 1903 falleció)
  - Sede vacante (1903-1906)
- Alcime-Armand-Pierre-Henri Gouraud † (21 de febrero de 1906-2 de octubre de 1928 falleció)
- Hippolyte Tréhiou † (15 de abril de 1929-9 de enero de 1941 falleció)
- Eugène-Joseph-Marie Le Bellec † (11 de octubre de 1941-24 de septiembre de 1964 renunció[nota 15])
- Pierre-Auguste-Marie Boussard † (24 de septiembre de 1964-16 de noviembre de 1991 retirado)
- François-Mathurin Gourvès † (16 de noviembre de 1991 por sucesión-28 de junio de 2005 retirado)
- Raymond Michel René Centène, desde el 28 de junio de 2005